# Nigéria a 2004. évi nyári olimpiai játékokon
Nigéria a görögországi Athénban megrendezett 2004. évi nyári olimpiai játékok egyik részt vevő nemzete volt. Az országot az olimpián 10 sportágban 70 sportoló képviselte, akik összesen 2 érmet szereztek.

## Érmesek
| Érem  | Versenyző                                              | Sportág  | Versenyszám           |
| ----- | ------------------------------------------------------ | -------- | --------------------- |
| Bronz | Deji Aliu Aaron Egbele Uchenna Emedolu Olusoji Fasuba  | Atlétika | Férfi 4 × 100 m váltó |
| Bronz | Musa Audu James Godday Enefiok Udo-Obong Saul Weigopwa | Atlétika | Férfi 4 × 400 m váltó |

## Asztalitenisz
Férfi
| Versenyző                      | Versenyszám | 64-es főtábla                                          | 48-as főtábla                                                                     | 32-es főtábla                                                                   | Nyolcaddöntő      | Negyeddöntő       | Elődöntő          | Döntő             | Helyezés |
| Versenyző                      | Versenyszám | Ellenfél Eredmény                                      | Ellenfél Eredmény                                                                 | Ellenfél Eredmény                                                               | Ellenfél Eredmény | Ellenfél Eredmény | Ellenfél Eredmény | Ellenfél Eredmény | Helyezés |
| ------------------------------ | ----------- | ------------------------------------------------------ | --------------------------------------------------------------------------------- | ------------------------------------------------------------------------------- | ----------------- | ----------------- | ----------------- | ----------------- | -------- |
| Monday Merotohun               | Egyes       | Momo Babungu (COD) · 11-5, 11-8, 11-8, 11-8            | Jörgen Persson (SWE) · 11-9, 5-11, 5-11, 7-11, 8-11                               | kiesett                                                                         | kiesett           | kiesett           | kiesett           | kiesett           | 33.      |
| Segun Toriola                  | Egyes       | Pablo Tabachnik (ARG) · 12-10, 11-8, 11-13, 11-3, 11-8 | Patrick Chila (FRA) · 3-11, 11-8, 12-10, 7-11, 8-11, 9-11                         | kiesett                                                                         | kiesett           | kiesett           | kiesett           | kiesett           | 33.      |
| Peter Akinlabi Kazeem Nosiru   | Páros       |                                                        | Chile (CHI) · Juan Papic · Alejandro Rodríguez · 11-9, 11-5, 15-17, 11-9, 11-7    | Dánia (DEN) · Michael Maze · Finn Tugwell · 11-8, 11-9, 7-11, 11-13, 9-11, 4-11 | kiesett           | kiesett           | kiesett           | kiesett           | 17.      |
| Monday Merotohun Segun Toriola | Páros       |                                                        | Egyesült Államok (USA) · Mark Hazinski · Ilija Lupulesku · 7-11, 4-11, 5-11, 5-11 | kiesett                                                                         | kiesett           | kiesett           | kiesett           | kiesett           | 25.      |

Női
| Versenyző                        | Versenyszám | 64-es főtábla                                        | 48-as főtábla                                                                                                 | 32-es főtábla     | Nyolcaddöntő      | Negyeddöntő       | Elődöntő          | Döntő             | Helyezés |
| Versenyző                        | Versenyszám | Ellenfél Eredmény                                    | Ellenfél Eredmény                                                                                             | Ellenfél Eredmény | Ellenfél Eredmény | Ellenfél Eredmény | Ellenfél Eredmény | Ellenfél Eredmény | Helyezés |
| -------------------------------- | ----------- | ---------------------------------------------------- | --- | ----------------- | ----------------- | ----------------- | ----------------- | ----------------- | -------- |
| Cecilia Otu Offiong              | Egyes       | Lígia da Silva (BRA) · 11-8, 11-6, 9-11, 12-10, 11-8 | Kim Junmi (PRK) · 5-11, 7-11, 6-11, 8-11                                                                      | kiesett           | kiesett           | kiesett           | kiesett           | kiesett           | 33.      |
| Funke Oshonaike                  | Egyes       | Berta Rodríguez (CHI) · 11-9, 11-8, 11-7, 11-9       | Tóth Krisztina (HUN) · 12-10, 10-12, 16-14, 6-11, 13-15, 5-11                                                 | kiesett           | kiesett           | kiesett           | kiesett           | kiesett           | 33       |
| Offiong Edem Cecilia Otu Offiong | Páros       |                                                      | Oroszország (RUS) · Okszana Fagyejeva · Galina Melnyik · 11-7, 3-11, 9-11, 2-11, 11-6, 12-10, 6-11            | kiesett           | kiesett           | kiesett           | kiesett           | kiesett           | 25.      |
| Bose Kaffo Funke Oshonaike       | Páros       |                                                      | Olaszország (ITA) · Wenling Tan Monfardini · Nikoleta Stefanova · 9-11, 6-11, 10-12, 12-10, 11-5, 12-10, 9-11 | kiesett           | kiesett           | kiesett           | kiesett           | kiesett           | 25.      |

## Atlétika
Férfi
| Versenyző                                              | Versenyszám     | Előfutam | Előfutam | Előfutam | Negyeddöntő | Negyeddöntő | Negyeddöntő | Elődöntő | Elődöntő | Elődöntő | Döntő   | Döntő    |
| Versenyző                                              | Versenyszám     | Idő      | Hely.    | Össz.    | Idő         | Hely.       | Össz.       | Idő      | Hely.    | Össz.    | Idő     | Helyezés |
| ------------------------------------------------------ | --------------- | -------- | -------- | -------- | ----------- | ----------- | ----------- | -------- | -------- | -------- | ------- | -------- |
| Deji Aliu                                              | 100 m           | 10,39    | 1.       | 40.*     | 10,26       | 5.          | 27.         | kiesett  | kiesett  | kiesett  | kiesett | kiesett  |
| Uchenna Emedolu                                        | 100 m           | 10,22    | 2.       | 18.*     | 10,15       | 3.          | 12.**       | 10,35    | 8.       | 16.      | kiesett | kiesett  |
| Saul Weigopwa                                          | 400 m           | 45,59    | 3.       | 17.*     |             |             |             | 45,67    | 6.       | 17.      | kiesett | kiesett  |
| Olusoji Fasuba Uchenna Emedolu Aaron Egbele Deji Aliu  | 4 × 100 m váltó | 38,27    | 1.       | 2.       |             |             |             |          |          |          | 38,23   |          |
| James Godday Musa Audu Saul Weigopwa Enefiok Udo-Obong | 4 × 400 m váltó | 3:01,60  | 2.       | 2.       |             |             |             |          |          |          | 3:00,90 |          |

Női
| Versenyző                                                           | Versenyszám     | Előfutam | Előfutam | Előfutam | Negyeddöntő | Negyeddöntő | Negyeddöntő | Elődöntő | Elődöntő | Elődöntő | Döntő   | Döntő    |
| Versenyző                                                           | Versenyszám     | Idő      | Hely.    | Össz.    | Idő         | Hely.       | Össz.       | Idő      | Hely.    | Össz.    | Idő     | Helyezés |
| ------------------------------------------------------------------- | --------------- | -------- | -------- | -------- | ----------- | ----------- | ----------- | -------- | -------- | -------- | ------- | -------- |
| Mercy Nku                                                           | 100 m           | 11,37    | 4.       | 23.*     | 11,39       | 5.          | 21.*        | kiesett  | kiesett  | kiesett  | kiesett | kiesett  |
| Endurance Ojokolo                                                   | 100 m           | 11,36    | 2.       | 22.      | 11,35       | 5.          | 18.         | kiesett  | kiesett  | kiesett  | kiesett | kiesett  |
| Mary Onyali                                                         | 200 m           | 22,37    | 6.       | 31.      | 23,75       | 8.          | 32.         | kiesett  | kiesett  | kiesett  | kiesett | kiesett  |
| Gloria Kemasoude Mercy Nku Damola Osayomi Endurance Ojokolo         | 4 × 100 m váltó | 43,00    | 4.       | 5.       |             |             |             |          |          |          | 43,42   | 7.       |
| Ngozi Nwokocha Gloria Amuche Nwosu Halimat Ismaila Christy Ekpukhon | 4 × 400 m váltó | 3:30,78  | 8.       | 15.      |             |             |             |          |          |          | kiesett | kiesett  |

* - egy másik versenyzővel azonos időt ért el

** - két másik versenyzővel azonos időt ért el

## Birkózás

### Férfi
Szabadfogású
| Versenyző   | Versenyszám | Csoportkör                                                         | Csoportkör | Negyeddöntő       | Elődöntő          | Bronz- mérkőzés   | Döntő             | Helyezés |
| Versenyző   | Versenyszám | Ellenfél Eredmény                                                  | Hely.      | Ellenfél Eredmény | Ellenfél Eredmény | Ellenfél Eredmény | Ellenfél Eredmény | Helyezés |
| ----------- | ----------- | ------------------------------------------------------------------ | ---------- | ----------------- | ----------------- | ----------------- | ----------------- | -------- |
| Fred Jessey | 66 kg       | A csoport · Ikemacu Kazuhiko (JPN) · TUS · Pek Csinguk (KOR) · 1-3 | 3.         | kiesett           | kiesett           | kiesett           | kiesett           | 20.      |

## Cselgáncs
Férfi
| Versenyző             | Versenyszám | Selejtező         | 32-es főtábla                      | Nyolcaddöntő      | Negyeddöntő       | Elődöntő          | Vigaszág első kör | Vigaszág negyeddöntő | Vigaszág elődöntő | Bronz- mérkőzés   | Döntő             | Helyezés    |
| Versenyző             | Versenyszám | Ellenfél Eredmény | Ellenfél Eredmény                  | Ellenfél Eredmény | Ellenfél Eredmény | Ellenfél Eredmény | Ellenfél Eredmény | Ellenfél Eredmény    | Ellenfél Eredmény | Ellenfél Eredmény | Ellenfél Eredmény | Helyezés    |
| --------------------- | ----------- | ----------------- | ---------------------------------- | ----------------- | ----------------- | ----------------- | ----------------- | -------------------- | ----------------- | ----------------- | ----------------- | ----------- |
| Chukwuemeka Onyemachi | Nehézsúly   |                   | Daniel Hernandes (BRA) · 0000-0100 | kiesett           | kiesett           | kiesett           |                   |                      |                   |                   |                   | helyezetlen |

Női
| Versenyző       | Versenyszám | Selejtező         | Nyolcaddöntő                 | Negyeddöntő       | Elődöntő          | Vigaszág első kör | Vigaszág negyeddöntő | Vigaszág elődöntő | Bronz- mérkőzés   | Döntő             | Helyezés    |
| Versenyző       | Versenyszám | Ellenfél Eredmény | Ellenfél Eredmény            | Ellenfél Eredmény | Ellenfél Eredmény | Ellenfél Eredmény | Ellenfél Eredmény    | Ellenfél Eredmény | Ellenfél Eredmény | Ellenfél Eredmény | Helyezés    |
| --------------- | ----------- | ----------------- | ---------------------------- | ----------------- | ----------------- | ----------------- | -------------------- | ----------------- | ----------------- | ----------------- | ----------- |
| Catherine Ekuta | Könnyűsúly  |                   | Lena Göldi (SUI) · 0010-1100 | kiesett           | kiesett           |                   |                      |                   |                   |                   | helyezetlen |

## Kosárlabda

### Női

#### Eredmények
Csoportkör
A csoport
| Csapat            | M | Gy | V | P+  | P–  | Pk   | P  |
| ----------------- | - | -- | - | --- | --- | ---- | -- |
| Ausztrália (AUS)  | 5 | 5  | 0 | 418 | 313 | +105 | 10 |
| Oroszország (RUS) | 5 | 4  | 1 | 389 | 333 | +56  | 9  |
| Brazília (BRA)    | 5 | 3  | 2 | 430 | 361 | +69  | 8  |
| Görögország (GRE) | 5 | 2  | 3 | 353 | 392 | –39  | 7  |
| Japán (JPN)       | 5 | 1  | 4 | 381 | 485 | –104 | 6  |
| Nigéria (NGR)     | 5 | 0  | 5 | 335 | 422 | –87  | 5  |

| 2004. augusztus 14. 9:00 | Ausztrália (AUS)                         | 85–73     | Nigéria (NGR)     | Helliniko Indoor Arena, Athén Nézőszám: 302 Játékvezetők: Leemann Philippe (SUI), Kim Ja Ok (KOR) |
| 2004. augusztus 14. 9:00 | (20–18, 26–14, 16–12, 23–29) Jegyzőkönyv |           |                   | Helliniko Indoor Arena, Athén Nézőszám: 302 Játékvezetők: Leemann Philippe (SUI), Kim Ja Ok (KOR) |
| 2004. augusztus 14. 9:00 | Jackson 27                               | Pont      | Udoka 26          | Helliniko Indoor Arena, Athén Nézőszám: 302 Játékvezetők: Leemann Philippe (SUI), Kim Ja Ok (KOR) |
| 2004. augusztus 14. 9:00 | Batkovic 7                               | Lepattanó | Amachree, Sadiq 8 | Helliniko Indoor Arena, Athén Nézőszám: 302 Játékvezetők: Leemann Philippe (SUI), Kim Ja Ok (KOR) |
| 2004. augusztus 14. 9:00 | Fallon, Harrower 4                       | Gólpassz  | Umoh 2            | Helliniko Indoor Arena, Athén Nézőszám: 302 Játékvezetők: Leemann Philippe (SUI), Kim Ja Ok (KOR) |

| 2004. augusztus 16. 11:15 | Nigéria (NGR)                            | 73–79     | Japán (JPN)          | Olympic Indoor Hall, Athén Nézőszám: 400 Játékvezetők: Elizabeth Nanette Sisk (USA), Dallas Pickering (NZL) |
| 2004. augusztus 16. 11:15 | (22–22, 24–23, 16–20, 11–14) Jegyzőkönyv |           |                      | Olympic Indoor Hall, Athén Nézőszám: 400 Játékvezetők: Elizabeth Nanette Sisk (USA), Dallas Pickering (NZL) |
| 2004. augusztus 16. 11:15 | Udoka 19                                 | Pont      | Jano 21              | Olympic Indoor Hall, Athén Nézőszám: 400 Játékvezetők: Elizabeth Nanette Sisk (USA), Dallas Pickering (NZL) |
| 2004. augusztus 16. 11:15 | Udoka 16                                 | Lepattanó | Kuszuda, Jano 6      | Olympic Indoor Hall, Athén Nézőszám: 400 Játékvezetők: Elizabeth Nanette Sisk (USA), Dallas Pickering (NZL) |
| 2004. augusztus 16. 11:15 | Umoh 4                                   | Gólpassz  | Hamagucsi, Kuszuda 4 | Olympic Indoor Hall, Athén Nézőszám: 400 Játékvezetők: Elizabeth Nanette Sisk (USA), Dallas Pickering (NZL) |

| 2004. augusztus 18. 16:45 | Görögország (GRE)                        | 83–68     | Nigéria (NGR)      | Helliniko Indoor Arena, Athén Nézőszám: 2300 Játékvezetők: Scott Butler (AUS), Nancy Ethier (CAN) |
| 2004. augusztus 18. 16:45 | (30–15, 15–14, 20–15, 18–24) Jegyzőkönyv |           |                    | Helliniko Indoor Arena, Athén Nézőszám: 2300 Játékvezetők: Scott Butler (AUS), Nancy Ethier (CAN) |
| 2004. augusztus 18. 16:45 | Kosztáki 25                              | Pont      | Udoka 28           | Helliniko Indoor Arena, Athén Nézőszám: 2300 Játékvezetők: Scott Butler (AUS), Nancy Ethier (CAN) |
| 2004. augusztus 18. 16:45 | Máltszi, Szaréngu 8                      | Lepattanó | Udoka 18           | Helliniko Indoor Arena, Athén Nézőszám: 2300 Játékvezetők: Scott Butler (AUS), Nancy Ethier (CAN) |
| 2004. augusztus 18. 16:45 | Kosztáki 4                               | Gólpassz  | Iyorhe, Amachree 1 | Helliniko Indoor Arena, Athén Nézőszám: 2300 Játékvezetők: Scott Butler (AUS), Nancy Ethier (CAN) |

| 2004. augusztus 20. 22:15 | Nigéria (NGR)                            | 63–82     | Brazília (BRA) | Helliniko Indoor Arena, Athén Nézőszám: 2500 Játékvezetők: Mike Homsy (CAN), Song Yanping (CHN) |
| 2004. augusztus 20. 22:15 | (19–33, 15–14, 12–11, 17–24) Jegyzőkönyv |           |                | Helliniko Indoor Arena, Athén Nézőszám: 2500 Játékvezetők: Mike Homsy (CAN), Song Yanping (CHN) |
| 2004. augusztus 20. 22:15 | Udoka 17                                 | Pont      | Marques 26     | Helliniko Indoor Arena, Athén Nézőszám: 2500 Játékvezetők: Mike Homsy (CAN), Song Yanping (CHN) |
| 2004. augusztus 20. 22:15 | Udoka 7                                  | Lepattanó | de Souza 8     | Helliniko Indoor Arena, Athén Nézőszám: 2500 Játékvezetők: Mike Homsy (CAN), Song Yanping (CHN) |
| 2004. augusztus 20. 22:15 | Udoka, Amachree 2                        | Gólpassz  | Marques 6      | Helliniko Indoor Arena, Athén Nézőszám: 2500 Játékvezetők: Mike Homsy (CAN), Song Yanping (CHN) |

| 2004. augusztus 22. 11:15 | Nigéria (NGR)                            | 58–93     | Oroszország (RUS)      | Helliniko Indoor Arena, Athén Nézőszám: 382 Játékvezetők: Dallas Pickering (NZL), Suguro Shoko (JPN) |
| 2004. augusztus 22. 11:15 | (14–23, 17–20, 15–21, 12–29) Jegyzőkönyv |           |                        | Helliniko Indoor Arena, Athén Nézőszám: 382 Játékvezetők: Dallas Pickering (NZL), Suguro Shoko (JPN) |
| 2004. augusztus 22. 11:15 | Udoka 19                                 | Pont      | Rahmatulina 15         | Helliniko Indoor Arena, Athén Nézőszám: 382 Játékvezetők: Dallas Pickering (NZL), Suguro Shoko (JPN) |
| 2004. augusztus 22. 11:15 | Mohamed 8                                | Lepattanó | Baranova 8             | Helliniko Indoor Arena, Athén Nézőszám: 382 Játékvezetők: Dallas Pickering (NZL), Suguro Shoko (JPN) |
| 2004. augusztus 22. 11:15 | Umoh, Akiode 3                           | Gólpassz  | Karpova, Rahmatulina 3 | Helliniko Indoor Arena, Athén Nézőszám: 382 Játékvezetők: Dallas Pickering (NZL), Suguro Shoko (JPN) |

A 11. helyért
| 2004. augusztus 24. 9:00 | Nigéria (NGR)                            | 68–64     | Dél-Korea (KOR) | Helliniko Indoor Arena, Athén Nézőszám: 155 Játékvezetők: Leemann Philippe (SUI), Chantal Julien (FRA) |
| 2004. augusztus 24. 9:00 | (16–16, 13–16, 21–12, 18–20) Jegyzőkönyv |           |                 | Helliniko Indoor Arena, Athén Nézőszám: 155 Játékvezetők: Leemann Philippe (SUI), Chantal Julien (FRA) |
| 2004. augusztus 24. 9:00 | Udoka 21                                 | Pont      | Kim Jongok 19   | Helliniko Indoor Arena, Athén Nézőszám: 155 Játékvezetők: Leemann Philippe (SUI), Chantal Julien (FRA) |
| 2004. augusztus 24. 9:00 | Mohamed 13                               | Lepattanó | I Miszon 12     | Helliniko Indoor Arena, Athén Nézőszám: 155 Játékvezetők: Leemann Philippe (SUI), Chantal Julien (FRA) |
| 2004. augusztus 24. 9:00 | Umoh 2                                   | Gólpassz  | I Miszon 7      | Helliniko Indoor Arena, Athén Nézőszám: 155 Játékvezetők: Leemann Philippe (SUI), Chantal Julien (FRA) |

| Csapat        | Helyezés |
| ------------- | -------- |
| Nigéria (NGR) | 11.      |

## Labdarúgás

### Női
| #             | Név                 | Klub                   | Születési idő                    | Mérkőzésszám | Gól     | Sárga lap | sárga lap · 2. sárga lap · kiállítva | kiállítva |
| Kapusok       | Kapusok             | Kapusok                | Kapusok                          | Kapusok      | Kapusok | Kapusok   | Kapusok                              | Kapusok   |
| ------------- | ------------------- | ---------------------- | -------------------------------- | ------------ | ------- | --------- | ------------------------------------ | --------- |
| 1             | Precious Dede       | Delta Queens F.C.      | 1980. január 18. (24 évesen)     | 3            | 0       | 0         | 0                                    | 0         |
| 18            | Ogechi Onyinanya    | Pelican Stars          | 1985. május 26. (19 évesen)      | 0            | 0       | 0         | 0                                    | 0         |
| Védők         |                     |                        |                                  |              |         |           |                                      |           |
| 3             | Felicia Eze         | Delta Queens F.C.      | 1974. szeptember 27. (29 évesen) | 3            | 0       | 0         | 0                                    | 0         |
| 6             | Faith Ikidi         | Bayelsa Queens         | 1987. február 28. (17 évesen)    | 3            | 0       | 0         | 0                                    | 0         |
| 12            | Celestina Onyeka    | Pelican Stars          | 1984. július 15. (20 évesen)     | 0            | 0       | 0         | 0                                    | 0         |
| 13            | Yinka Kudaisi (csk) | Pelican Stars          | 1975. augusztus 25. (28 évesen)  | 3            | 0       | 0         | 0                                    | 0         |
| 14            | Akudo Sabi          | Bayelsa Queens         | 1986. november 17. (17 évesen)   | 1(2)         | 0       | 0         | 0                                    | 0         |
| 17            | Chima Nwosu         | Inneh Queens           | 1986. március 12. (18 évesen)    | 2(1)         | 0       | 0         | 0                                    | 0         |
| Középpályások |                     |                        |                                  |              |         |           |                                      |           |
| 2             | Efioanwan Ekpo      | Pelican Stars          | 1984. január 25. (20 évesen)     | 3            | 0       | 1         | 0                                    | 0         |
| 5             | Ajuma Ameh          | Pelican Stars          | 1984. december 1. (19 évesen)    | (2)          | 0       | 0         | 0                                    | 0         |
| 8             | Rita Nwadike        | Rivers Angels          | 1974. november 3. (29 évesen)    | 1            | 0       | 0         | 0                                    | 0         |
| 15            | Maureen Mmadu       | Amazon Grimstad        | 1975. május 7. (29 évesen)       | 3            | 0       | 2         | 0                                    | 0         |
| Csatárok      |                     |                        |                                  |              |         |           |                                      |           |
| 4             | Perpetua Nkwocha    | Pelican Stars          | 1976. január 3. (28 évesen)      | 3            | 0       | 0         | 0                                    | 0         |
| 7             | Stella Mbachu       | Tianjin Teda           | 1978. április 16. (26 évesen)    | 2(1)         | 0       | 0         | 0                                    | 0         |
| 9             | Blessing Igbojionu  | Pelican Stars          | 1982. szeptember 26. (21 évesen) | (1)          | 0       | 0         | 0                                    | 0         |
| 10            | Mercy Akide         | Hampton Roads Piranhas | 1975. augusztus 26. (28 évesen)  | 3            | 2       | 0         | 0                                    | 0         |
| 11            | Vera Okolo          | Delta Queens F.C.      | 1985. január 5. (19 évesen)      | 3            | 1       | 0         | 0                                    | 0         |
| 16            | Nkechi Egbe         | Delta Queens F.C.      | 1978. február 5. (26 évesen)     | (1)          | 0       | 0         | 0                                    | 0         |
| Edző          |                     |                        |                                  |              |         |           |                                      |           |
|               | Mabo Ismaila        | Nigéria                | 1944. július 15. (60 évesen)     |              |         |           |                                      |           |

- Kor: 2004. augusztus 10-i kora

#### Eredmények
E csoport 
| Csapat           | M | Gy | D | V | Rg | Kg | Gk | P |
| ---------------- | - | -- | - | - | -- | -- | -- | - |
| Svédország (SWE) | 2 | 1  | 0 | 1 | 2  | 2  | 0  | 3 |
| Nigéria (NGR)    | 2 | 1  | 0 | 1 | 2  | 2  | 0  | 3 |
| Japán (JPN)      | 2 | 1  | 0 | 1 | 1  | 1  | 0  | 3 |

| 2004. augusztus 14. 18:00 |

| Japán (JPN) | 0–1               | Nigéria (NGR) |
| ----------- | ----------------- | ------------- |
|             | (0–0) Jegyzőkönyv | Okolo 55'     |

| Karaiskaki Stadium, Pireusz Nézőszám: 14 126 Játékvezető: Ferreira-James (guyanai) |

| 2004. augusztus 17. 18:00 |

| Svédország (SWE)         | 2–1               | Nigéria (NGR) |
| ------------------------ | ----------------- | ------------- |
| Marklund 68' Moström 73' | (0–1) Jegyzőkönyv | Akide 25'     |

| Panthessaliko Stadium, Vólosz Nézőszám: 21 597 Játékvezető: Silvia Regina de Oliveira (brazil) |

Negyeddöntő
| 2004. augusztus 20. 18:00 |

| Németország (GER)     | 2–1               | Nigéria (NGR) |
| --------------------- | ----------------- | ------------- |
| Jones 76' Pohlers 81' | (0–0) Jegyzőkönyv | Akide 49'     |

| Pampeloponnisiako Stadium, Pátra Nézőszám: 2 531 Játékvezető: D'Coth (indiai) |

| Csapat        | Helyezés |
| ------------- | -------- |
| Nigéria (NGR) | 6.       |

## Ökölvívás
| Versenyző          | Versenyszám     | Selejtező                           | Nyolcaddöntő                     | Negyeddöntő                     | Elődöntő          | Döntő             | Helyezés |
| Versenyző          | Versenyszám     | Ellenfél Eredmény                   | Ellenfél Eredmény                | Ellenfél Eredmény               | Ellenfél Eredmény | Ellenfél Eredmény | Helyezés |
| ------------------ | --------------- | ----------------------------------- | -------------------------------- | ------------------------------- | ----------------- | ----------------- | -------- |
| Effiong Okon       | Papírsúly       | Alfonso Pinto (ITA) · RSC           | kiesett                          | kiesett                         | kiesett           | kiesett           | 17.      |
| Nestor Bolum       | Harmatsúly      | Petit Jesús Ngnitedem (GAB) · 23-17 | Divakar Praszad (IND) · RSC      | Voraphot Phetkhum (THA) · 14-29 | kiesett           | kiesett           | 5.       |
| Muideen Ganiyu     | Pehelysúly      |                                     | Khumiso Ikgopoleng (BOT) · 25-16 | Kim Szongguk (PRK) · 11-32      | kiesett           | kiesett           | 5.       |
| Ahmed Sadiq        | Könnyűsúly      | Mario Kindelán (CUB) · RSC          | kiesett                          | kiesett                         | kiesett           | kiesett           | 17.      |
| Isaac Ekpo         | Félnehézsúly    | Utkirbek Haydarov (UZB) · 11-21     | kiesett                          | kiesett                         | kiesett           | kiesett           | 17.      |
| Emmanuel Izonritei | Nehézsúly       |                                     | Nászer es-Sámi (SYR) · 17-30     | kiesett                         | kiesett           | kiesett           | 9.       |
| Gbenga Oluokun     | Szupernehézsúly |                                     | Roberto Cammarelle (ITA) · 13-29 | kiesett                         | kiesett           | kiesett           | 9.       |

RSC - a játékvezető megállította a mérkőzést

## Súlyemelés
Női
| Versenyző    | Versenyszám | Szakítás | Szakítás | Lökés    | Lökés    | Összesen | Helyezés |
| Versenyző    | Versenyszám | Eredmény | Helyezés | Eredmény | Helyezés | Összesen | Helyezés |
| ------------ | ----------- | -------- | -------- | -------- | -------- | -------- | -------- |
| Blessed Udoh | 48 kg       | 75,0     | 11.**    | 105,0    | 5.*      | 180,0    | 7.       |
| Franca Gbodo | 58 kg       | 95,0     | 6.***    | 117,5    | 10.*     | 212,5    | 10.      |

* - egy másik versenyzővel azonos eredményt ért el

** - két másik versenyzővel azonos eredményt ért el

*** - három másik versenyzővel azonos eredményt ért el

## Taekwondo
Férfi
| Versenyző          | Versenyszám | Nyolcaddöntő                   | Negyeddöntő       | Elődöntő          | Vigaszág első kör | Vigaszág elődöntő | Bronz- mérkőzés   | Döntő             | Helyezés |
| Versenyző          | Versenyszám | Ellenfél Eredmény              | Ellenfél Eredmény | Ellenfél Eredmény | Ellenfél Eredmény | Ellenfél Eredmény | Ellenfél Eredmény | Ellenfél Eredmény | Helyezés |
| ------------------ | ----------- | ------------------------------ | ----------------- | ----------------- | ----------------- | ----------------- | ----------------- | ----------------- | -------- |
| Jacob Obiorah      | Váltósúly   | Hisem el-Hamdúni (TUN) · 11-16 | kiesett           | kiesett           |                   |                   |                   |                   | 11.      |
| Chika Chukwumerije | Nehézsúly   | Pascal Gentil (FRA) · 0-2      | kiesett           | kiesett           |                   |                   |                   |                   | 11.      |

Női
| Versenyző     | Versenyszám | Nyolcaddöntő              | Negyeddöntő       | Elődöntő          | Vigaszág első kör | Vigaszág elődöntő | Bronz- mérkőzés   | Döntő             | Helyezés |
| Versenyző     | Versenyszám | Ellenfél Eredmény         | Ellenfél Eredmény | Ellenfél Eredmény | Ellenfél Eredmény | Ellenfél Eredmény | Ellenfél Eredmény | Ellenfél Eredmény | Helyezés |
| ------------- | ----------- | ------------------------- | ----------------- | ----------------- | ----------------- | ----------------- | ----------------- | ----------------- | -------- |
| Princess Dudu | Nehézsúly   | Nádín Daváni (JOR) · 9-12 | kiesett           | kiesett           |                   |                   |                   |                   | 11.      |

## Úszás
Férfi
| Versenyző     | Versenyszám | Előfutam | Előfutam | Előfutam | Elődöntő | Elődöntő | Elődöntő | Döntő   | Döntő    |
| Versenyző     | Versenyszám | Idő      | Hely.    | Össz.    | Idő      | Hely.    | Össz.    | Idő     | Helyezés |
| ------------- | ----------- | -------- | -------- | -------- | -------- | -------- | -------- | ------- | -------- |
| Eric Williams | 100 m mell  | 1:07,69  | 1.       | 53.      | kiesett  | kiesett  | kiesett  | kiesett | kiesett  |

Női
| Versenyző    | Versenyszám | Előfutam | Előfutam | Előfutam | Elődöntő | Elődöntő | Elődöntő | Döntő   | Döntő    |
| Versenyző    | Versenyszám | Idő      | Hely.    | Össz.    | Idő      | Hely.    | Össz.    | Idő     | Helyezés |
| ------------ | ----------- | -------- | -------- | -------- | -------- | -------- | -------- | ------- | -------- |
| Lenient Obia | 100 m hát   | 1:09,65  | 1.       | 39.      | kiesett  | kiesett  | kiesett  | kiesett | kiesett  |